# Basilika San Giulio

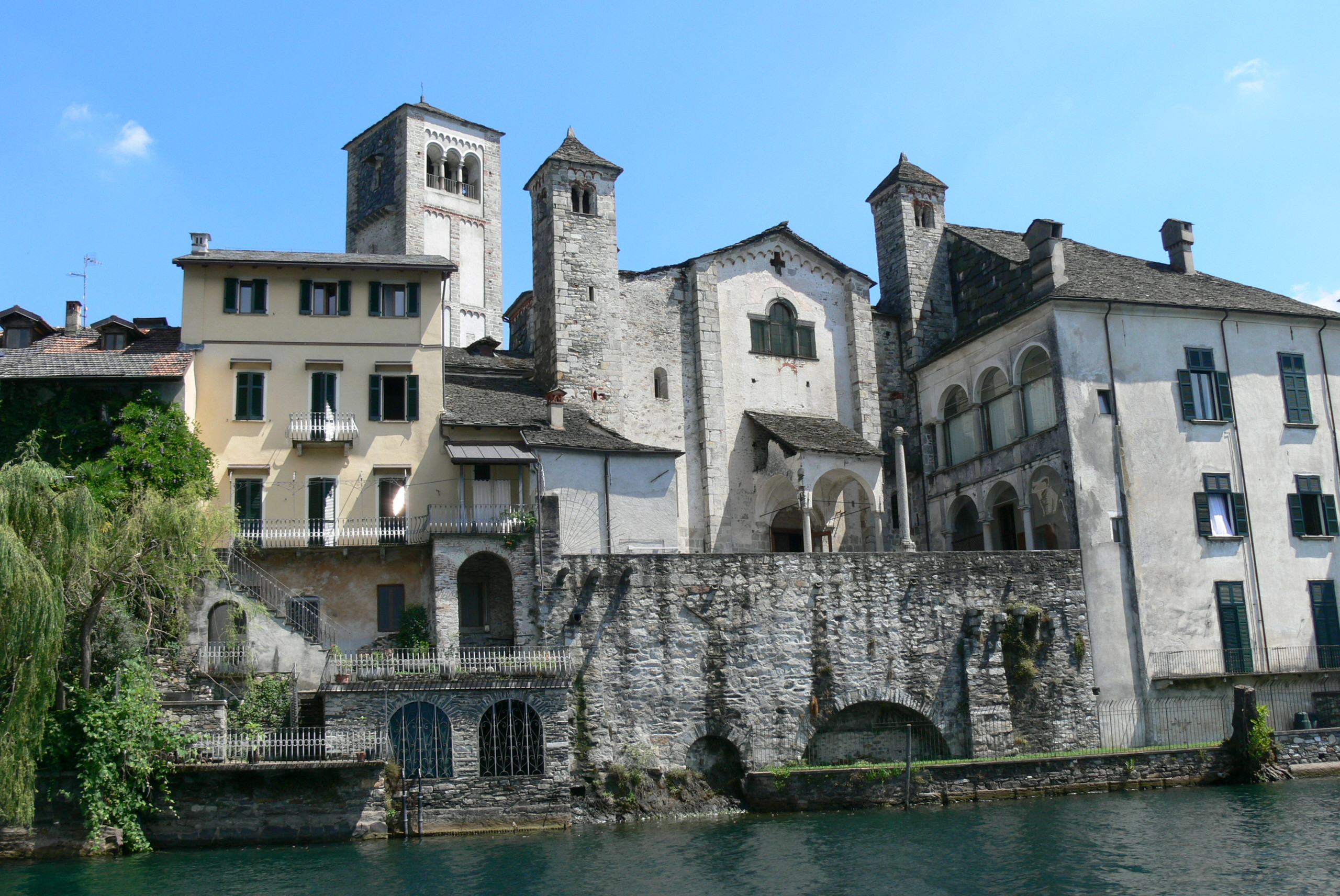
Die Basilika San Giulio

Die Basilika San Giulio ist eine römisch-katholische Kirche auf der Insel San Giulio im Ortasee. Sie hat den Rang einer Basilica minor.
Obgleich die Insel Teil der Gemeinde Orta San Giulio (1928 aus der Verschmelzung der Gemeinden Orta Novarese und Isola di San Giulio entstanden) ist, gehört die Basilika zu einer eigenen Pfarrei (Pfarrei San Giacomo), die die Insel und einen Teil der Westküste im Gebiet der Gemeinde San Maurizio d’Opaglio umfasst.

## Geschichte
Die Überlieferung besagt, dass dies die hundertste und letzte Kirche sei, die um das Jahr 400 vom Heiligen Julius gegründet wurde, der von der Insel Ägina in Griechenland stammte und mit seinem Bruder, dem Diakon Julian, die letzten Jahre seines Lebens der Evangelisierung des Ortaseegebietes widmete. Nach der Legende erreichte der Heilige im Jahr 390 auf seinem Mantel die Insel und befreite sie von den Drachen (ein symbolisches Bild für die Niederschlagung des Heidentums), dann errichtete er eine kleine Kirche und weihte sie den zwölf Aposteln. Im Frühmittelalter machte die strategische Position aus der Insel ein wichtiges Verteidigungszentrum, das zunächst Sitz eines langobardischen Herzogs war und später mit einem Kastell versehen wurde, das dem König von Italien Berengar II. gehörte. Das Kastell gelangte (oder kehrte zurück, falls sein Bau im 5. Jh. durch den Bischof von Novara, Honoratus, historisch belegt wäre) in den Besitz des Bischofs von Novara. Die Kriegsereignisse und die militärischen Erfordernisse beeinflussten die Entwicklung des Gotteshauses sowohl wegen der wahrscheinlichen Beschädigungen während der Belagerungen als auch wegen der Umwandlung einiger seiner Nebengebäude. Die Beschreibung des alten achteckigen Kastellturms, der 1841 abgerissen wurde, um dem neuen Bischofsseminar Platz zu machen, hat vor kurzem einige Historiker zur Annahme verleitet, dass es sich ursprünglich um das Baptisterium der Inselpfarrei habe handeln können.
Archäologische Ausgrabungen innerhalb des Gebäudes förderten Spuren einer frühen Basilika (5. – 6. Jh.) in Form einer einfachen, kleinen Kapelle mit einer einzigen Apsis zutage, die vielleicht aufgrund des Geländeverlaufs nach Norden ausgerichtet war. Etwa ein Jahrhundert später wurde eine neue, große und geostete Kirche ebenfalls mit einer einzigen Apsis gebaut. Man nimmt an, dass die Kriegsereignisse von 962, als die Festung – in der sich Königin Willa, die Frau des Königs Berengar aufhielt – von Kaiser Otto I. belagert wurde, zu einer schweren Beschädigung dieser frühmittelalterlichen Kirche geführt haben. Die aktuelle dreischiffige Kirche mit romanischem Gepräge, aber mit zahlreichen Umbauten in den folgenden Jahrhunderten wurde im 12. Jahrhundert nach dem Vorbild der alten Kathedrale von Novara errichtet. Innen befindet sich ein wertvoller Ambo (aus grünem Serpentinmarmor aus Oira), der von vier älteren Säulen getragen wird und ein Meisterwerk der romanischen Bildhauerei des 12. Jahrhunderts darstellt. Der Ambo ist mit christlichen Symbolen (die vier Symbole der Evangelisten und Szenen des Kampfes zwischen Gut und Böse) und einer männlichen Figur verziert, die einigen Untersuchungen zufolge den reformorientierten Abt Wilhelm von Dijon darstellen könnte, der 962 auf dieser Insel geboren wurde. Aber es gibt noch andere und jüngere Theorien.

## Beschreibung

### Äußeres

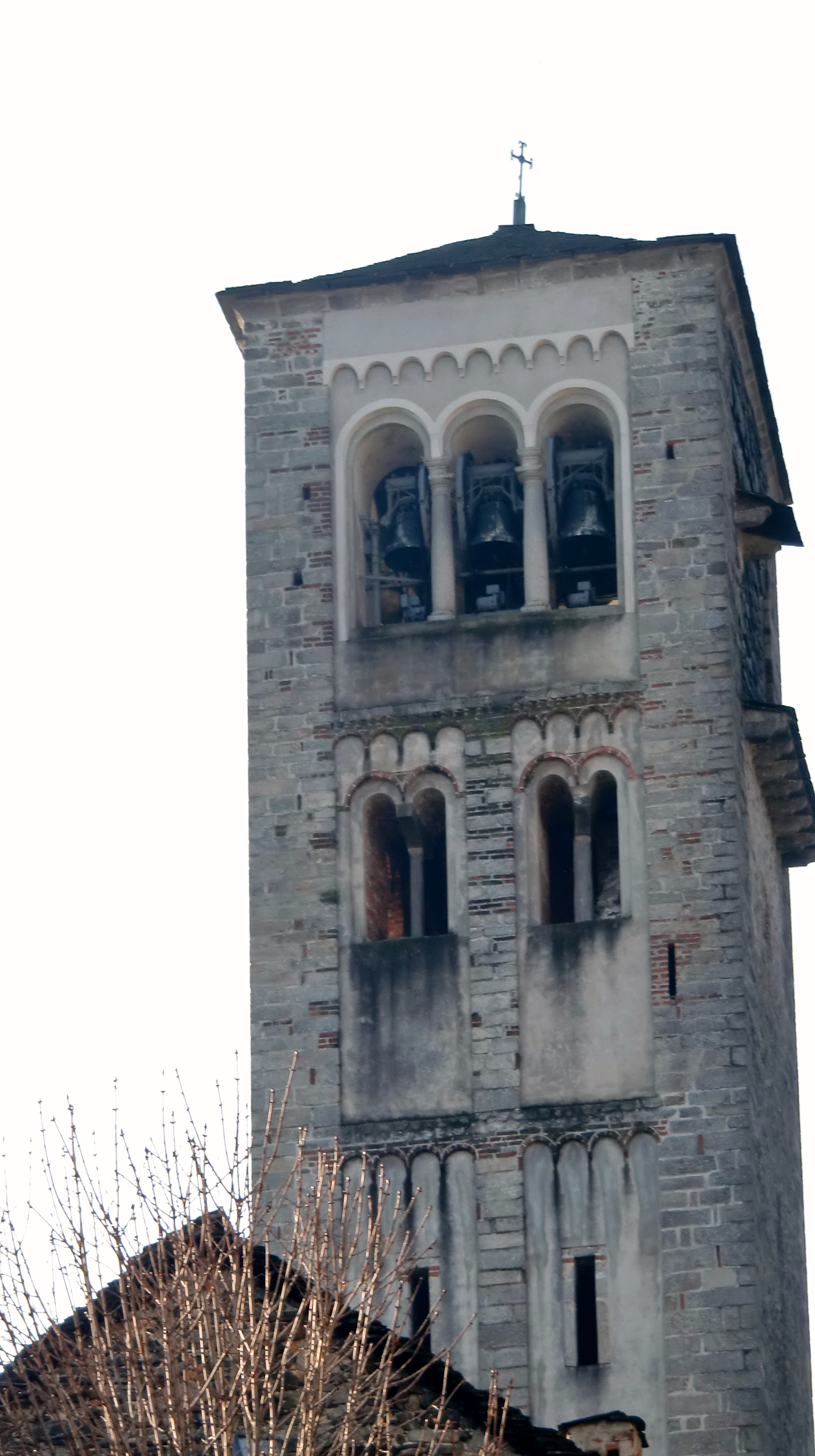
Glockenturm

Die Fassade der Kirche ist vom Boot oder vom davorliegenden geschlossenen Platz aus zu sehen, der heute zum Kloster der Benediktinerinnen gehört; sie bewahrt ein romanisches Aussehen trotz der Änderungen des 17. Jahrhunderts, die zur Errichtung einer Vorhalle mit einem Venezianischen Fenster darüber führten. Zwei hervortretende und bis zum Dach reichende Wandpfeiler rahmen den Eingang ein; sie unterteilen die Fassade in drei Felder, wobei auch die dreischiffige Struktur der Kirche deutlich wird. Das mittlere Feld zeigt oben ein kreuzförmiges Fenster und eine Reihe von Bogenfriesen aus Backstein am Satteldach entlang. Die beiden Seitenkörper der Fassade werden durch schlanke gestaffelte Türme (12. Jahrhundert) mit Ajimezen und Bogenrücken aus Backstein begrenzt.
Der Eingang für die Besucher der Basilika befindet sich an der Südseite und wird fast vollständig vom alten Bischofspalast (jetzt Nonnenkloster) verborgen. Man erreicht ihn von der Anlegestelle über ein Renaissance-Portal und eine mit Segelgewölben überspannte Treppe. Die Basilika wird im Osten durch drei halbkreisförmige Apsiden begrenzt (eine davon wird außen vollständig von der Sakristei verborgen); die aus Werksteinen bestehende mittlere Apsis zeichnet sich durch eine elegante Galerie aus Backsteinbogen mit doppeltem Bogenrücken aus.
Der achteckige Tiburio an der Schnittstelle zwischen Mittelschiff und Querschiff war bereits in romanischer Zeit vorhanden: Er wurde Ende des 18. Jh. umgebaut und erhielt an jeder Seite ein Fenster mit Ausnahme einer Seite, die das ursprüngliche Aussehen bewahrt hat mit einem blinden dreibogigen Fenster, dessen dünne Säulen in Laubwerk-Kapitellen abschließen.
Der romanische Glockenturm erhebt sich getrennt von der Kirche hinter den Apsiden. Er ist in sechs Stockwerke unterteilt und wird in den oberen Stockwerken durch ein doppeltes Zweibogenfenster bzw. ein Dreibogenfenster aufgelockert. Während die Basilika dem stilistischen Kanon der Romanik in der Lombardei folgt, gehört der Glockenturm der piemontesischen Ausprägung an, vor allem derjenigen der Abtei Fruttuaria, was an einen Eingriff von Wilhelm von Dijon denken lässt, einem wichtigen Abt und Architekten, der auf der Insel San Giulio geboren ist.

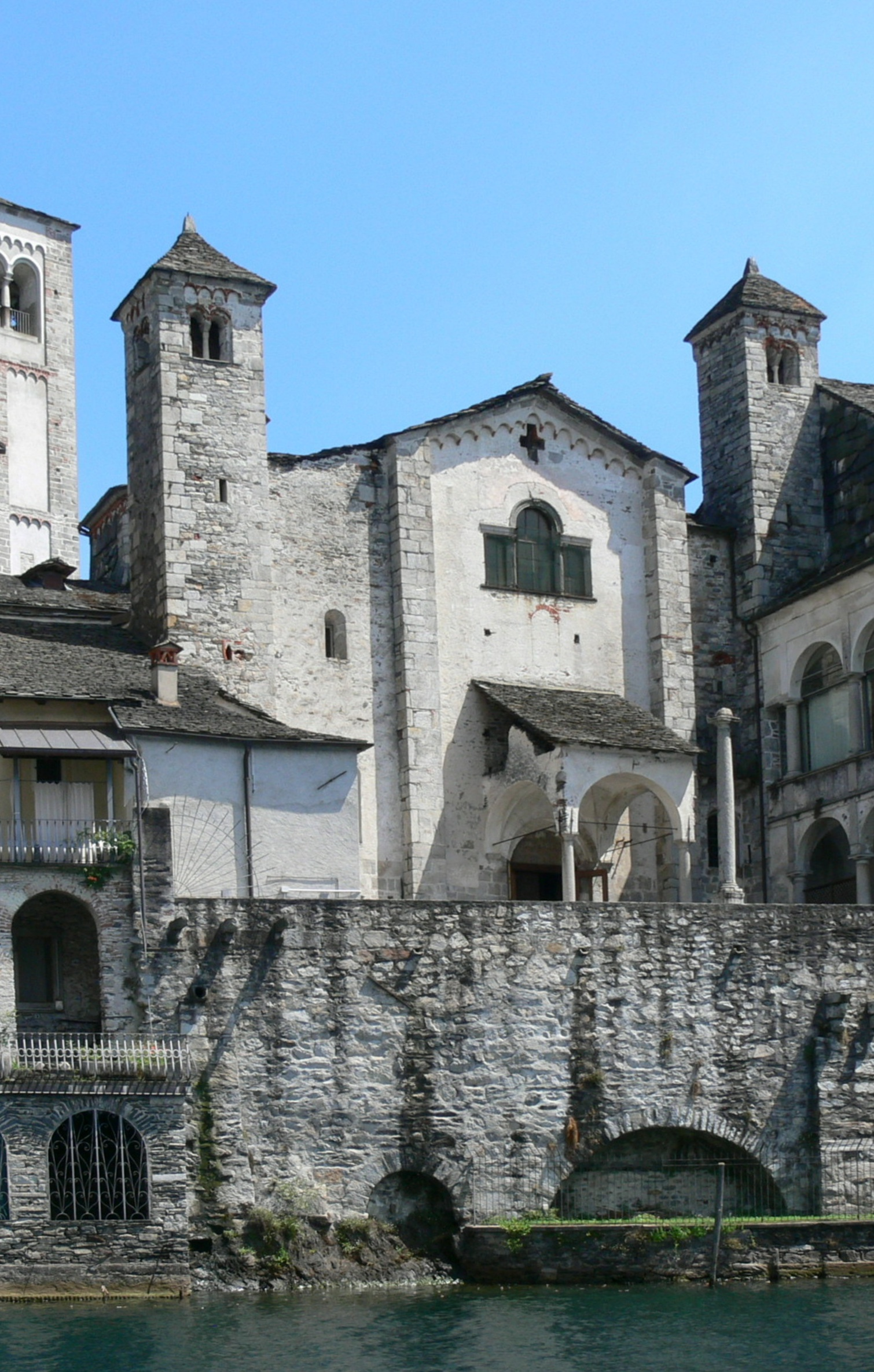
Die Fassade
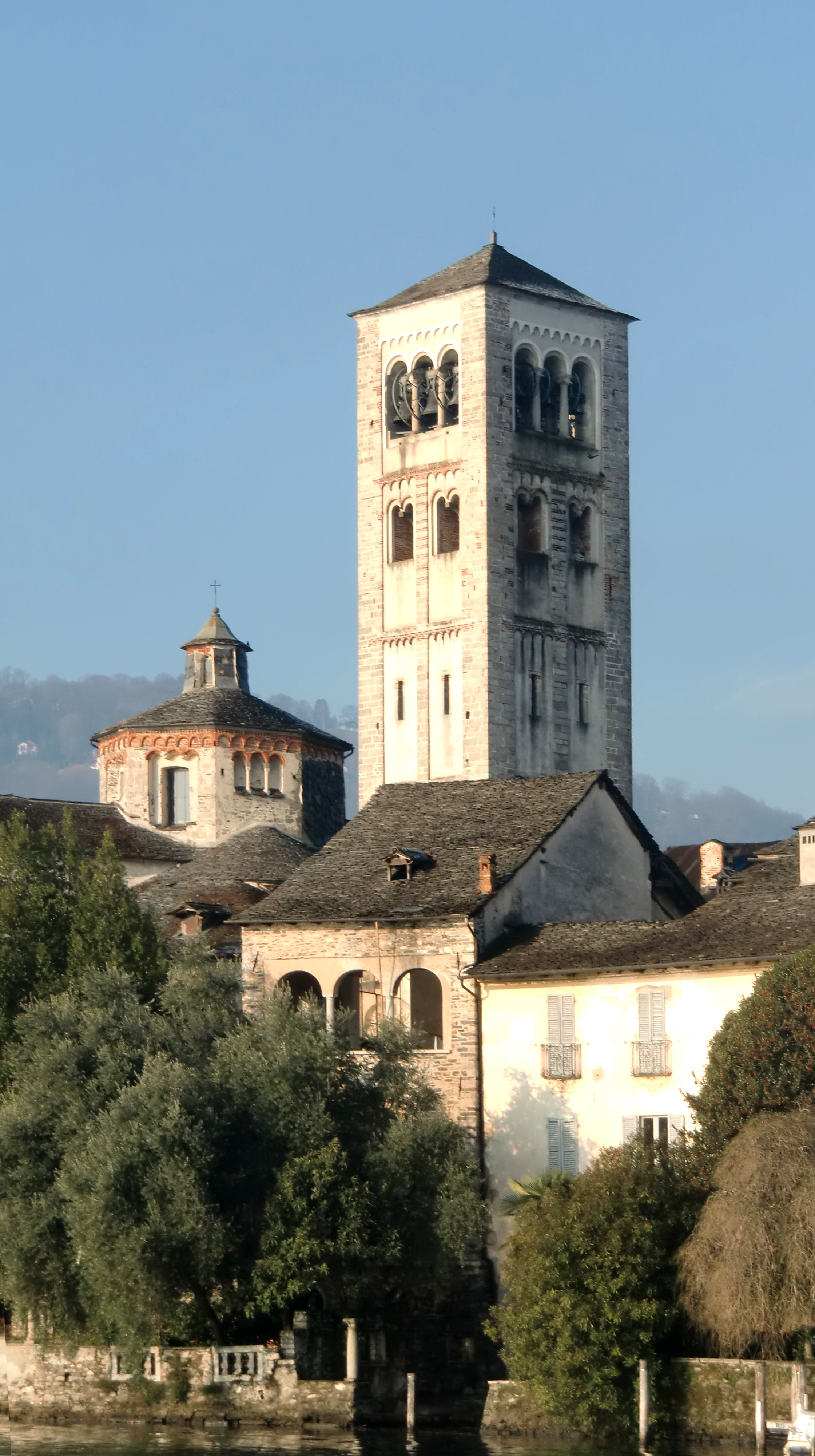
Der Glockenturm und der Tiburio
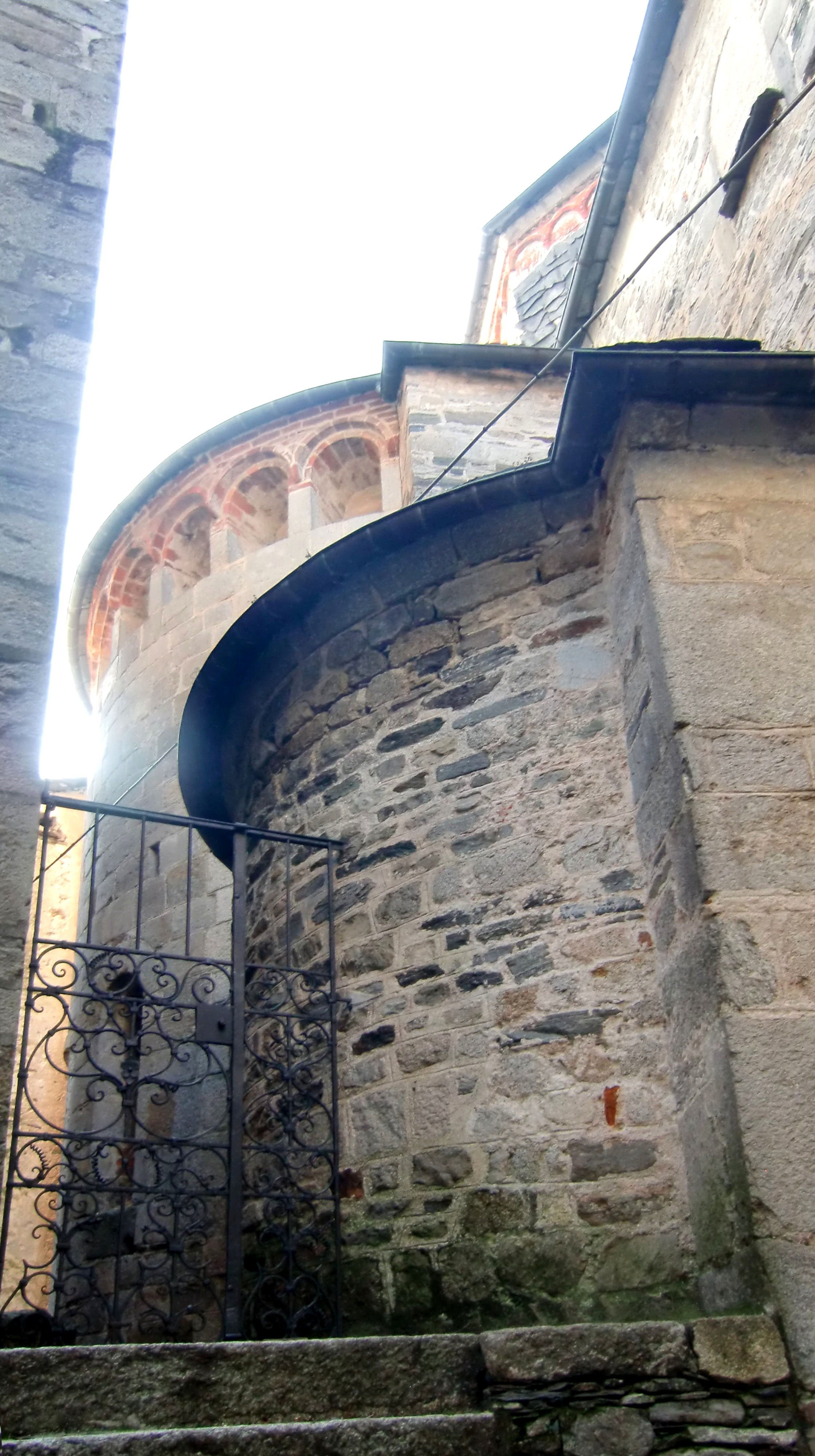
Die Apsis

### Inneres

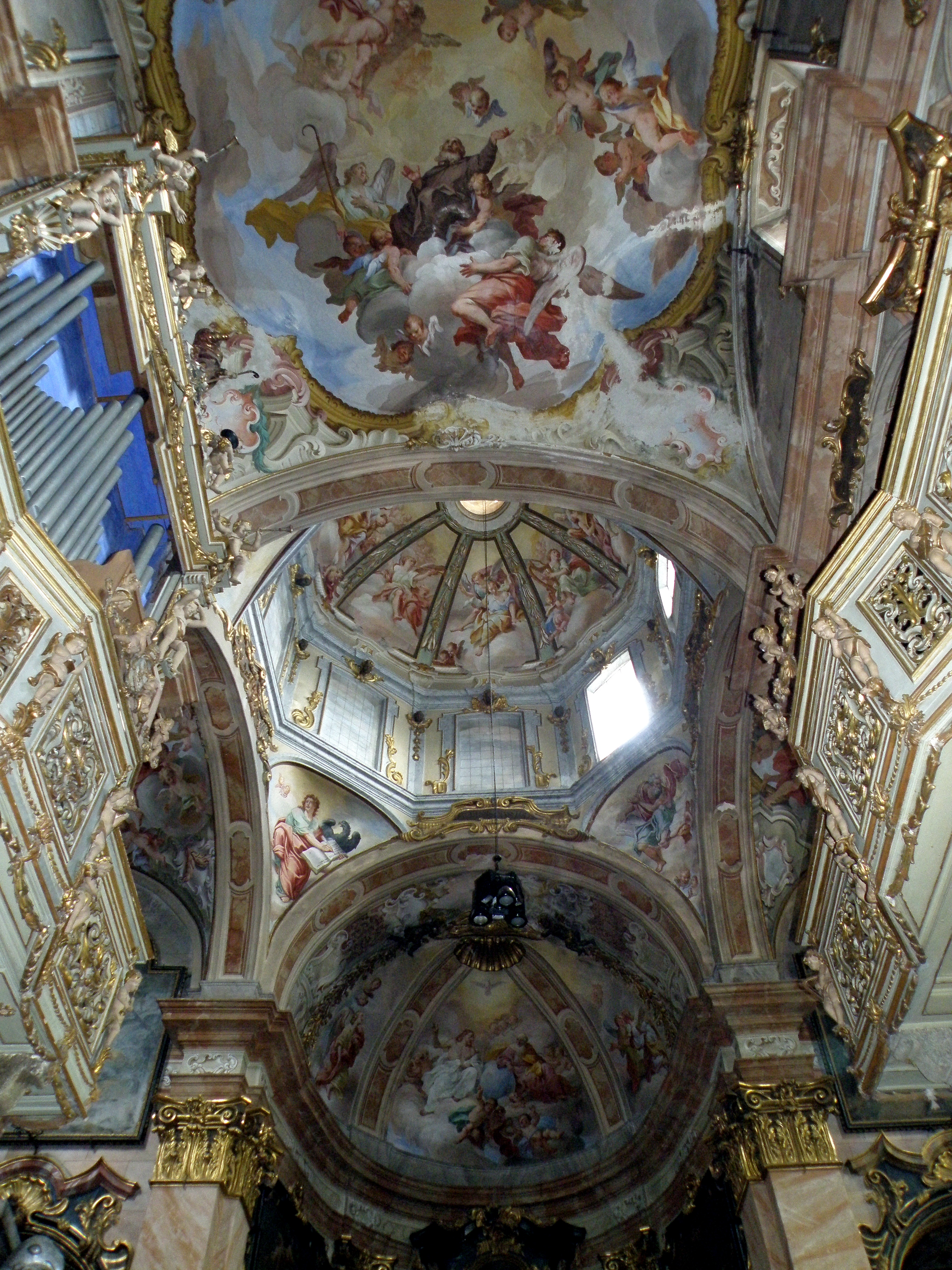
Die Kuppel- und Gewölbefresken

Die Basilika ist dreischiffig und hat ein Kreuzgewölbe. Von der ursprünglichen romanischen Anlage bleiben zwei Emporen, die bis zum Querschiff in den Seitenschiffen verlaufen. Zwei Wendeltreppen innerhalb der zwei kleinen Glockentürme, die die Fassade begrenzen, führen zu ihnen hinauf.
Die meisten strukturellen Elemente lassen sich den Umbauten des 17. Jahrhunderts zuschreiben. Es handelt sich dabei hauptsächlich um den Bau einer Art Exonarthex, die an der Gegenfassade anlehnt (die im oberen Stockwerk als Verbindungsgalerie der beiden Emporen funktioniert), und um den Bau der dreischiffigen Krypta (1697) mit Segelgewölbe und kleinen Marmorsäulen, in der die Theke mit den Überresten des hl. Julius aufbewahrt ist. Zur Krypta gelangt man über zwei Treppen an den Seiten des Presbyteriums, das wie das ganze Querschiff im Vergleich zu den Schiffen höher gelegen ist.
Das eher dem Barock entsprechende Aussehen besteht vor allem aus dem dekorativen Apparat der Apsis-Halbkuppel und der Decken im Hauptschiff mit Fresken des aus dem Valsesia-Tal stammenden Carlo Borsetti mit Unterstützung des „Quadraturisten“ Pietro Camaschella, die die Dreieinigkeit und die Himmelfahrt und Glorie des hl. Julius und der hll. Elias, Demetrios, Philibertus und Audentius darstellen, wobei die letzteren zusammen mit dem Schutzpatron in der Basilika beigesetzt sind. Vorwiegend barock sind die Gemälde in den Kapellen der Apsis und der Arme des Querschiffs. Zu erwähnen sind hierbei: In der Seitenkapelle links (sogenannte Kapelle der Himmelfahrt) ein Gemälde von Francesco del Cairo mit Mariä Himmelfahrt; am Ende des linken Querschiffarms das große Gemälde mit der Begegnung zwischen dem hl. Julius und dem hl. Audentius von Giuseppe Zanatta; in der Seitenkapelle links Der hl. Julius unterjocht den Wolf von Giorgio Bonola.
Noch ältere künstlerische Zeugnisse im aktuellen dekorativen Apparat sind der romanische Ambo, der an den vierten Pfeiler links angelehnt ist, und die Fresken an den Wänden der Seitenschiffe sowie an den Pfeilern, die ein Ausdruck der volkstümlichen Andacht sind und einen Zeitraum abdecken, der von der Mitte des 14. bis zu den ersten Jahrzehnten des 16. Jahrhunderts reicht.
In der Kapelle am Ende des linken Seitenschiffs bemerkt man über dem Altar die Gruppe des Kalvarienberges, Holzstatuen des Kreuzes mit der Madonna und dem Evangelisten Johannes; bemerkenswert ist das technische Können des Schnitzers bei der Wiedergabe der Gesichter und der Faltenwürfe im Gewand der Madonna. Die Gruppe wird dem „Meister von Santa Maria Maggiore“ zugeschrieben (ein Bildhauer aus dem Ossolatal, der heute als Domenico Merzagora identifiziert wird) und ist um 1490 datiert.

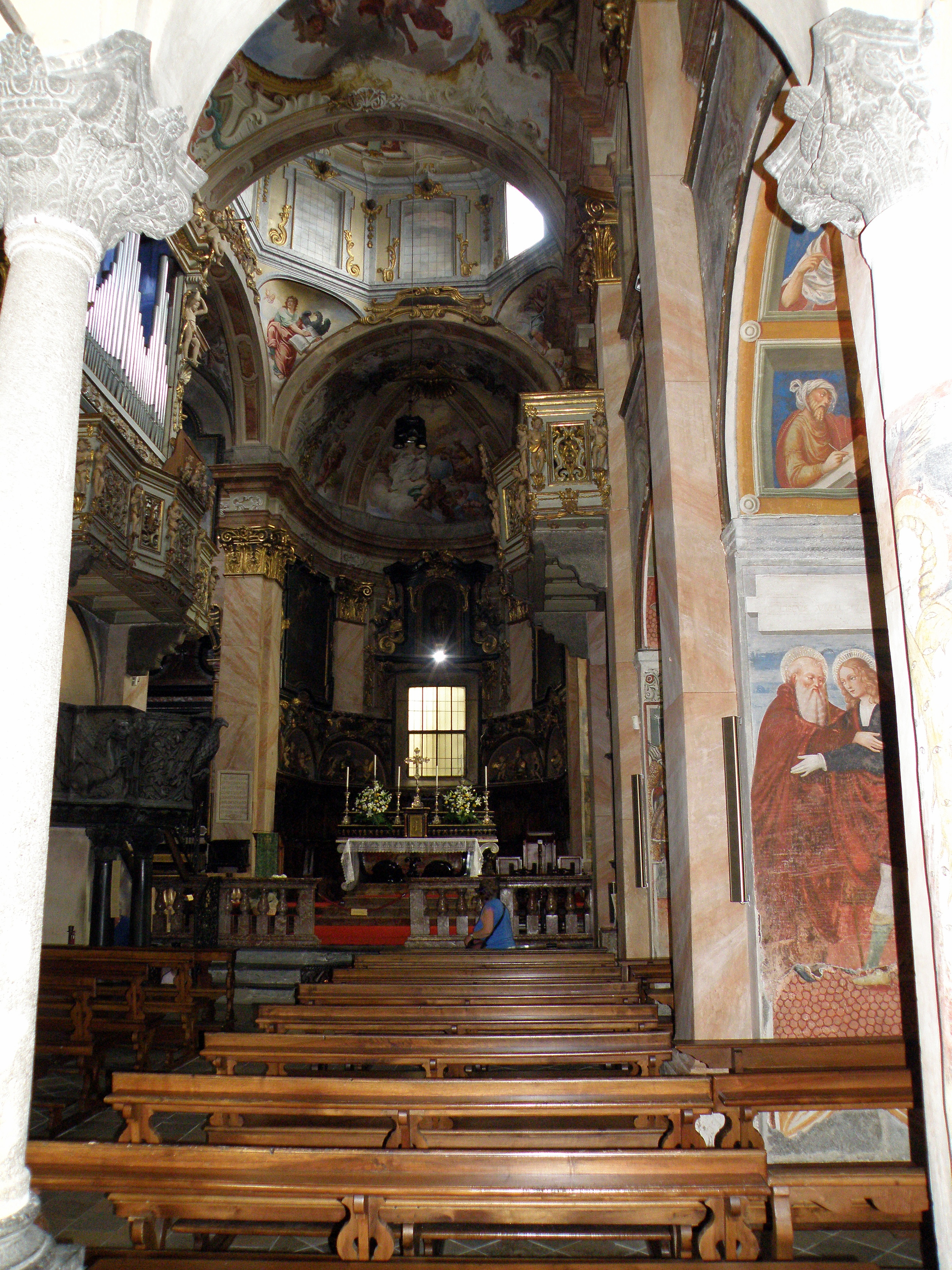
Das Innere
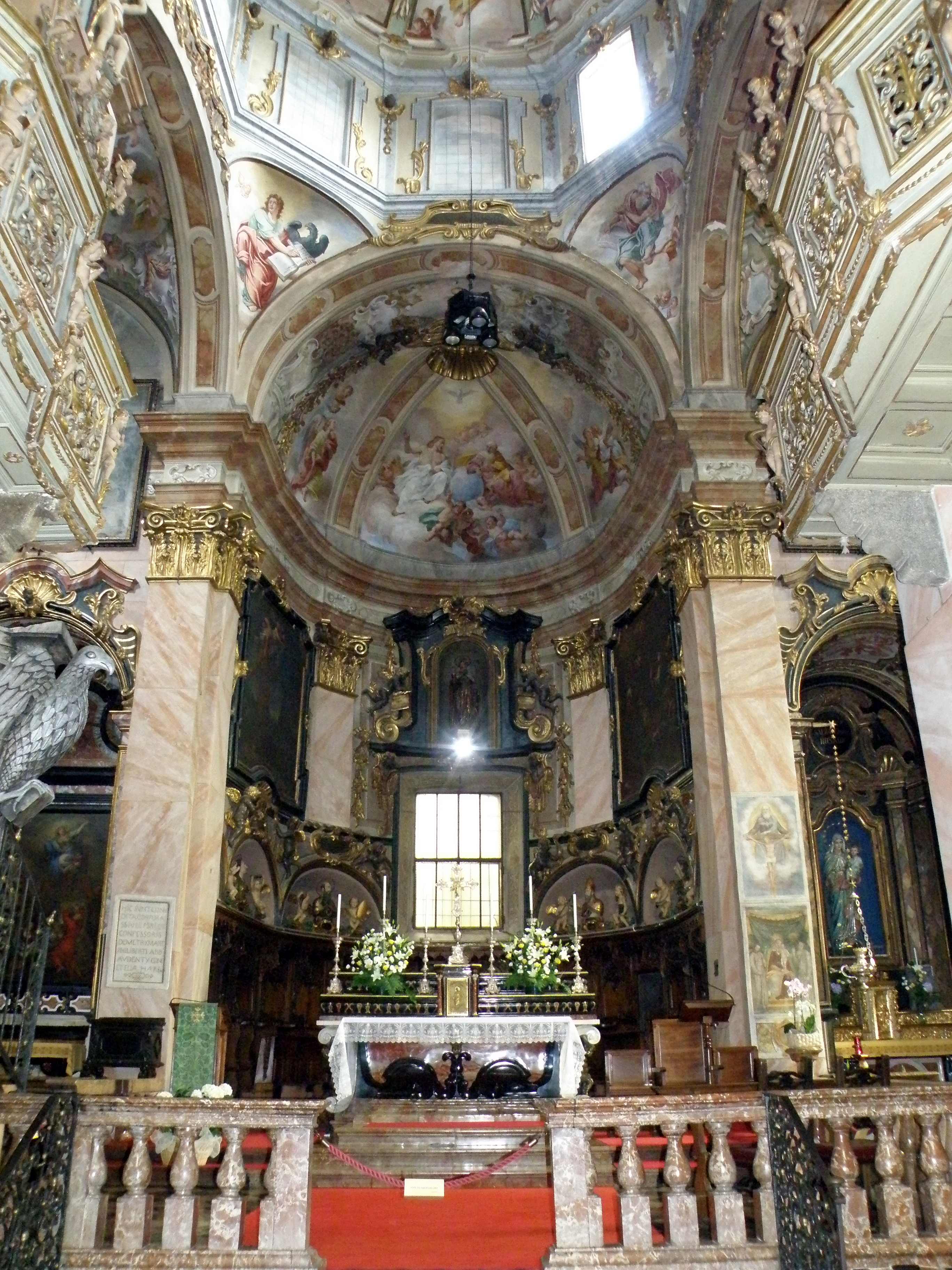
Die Apsis
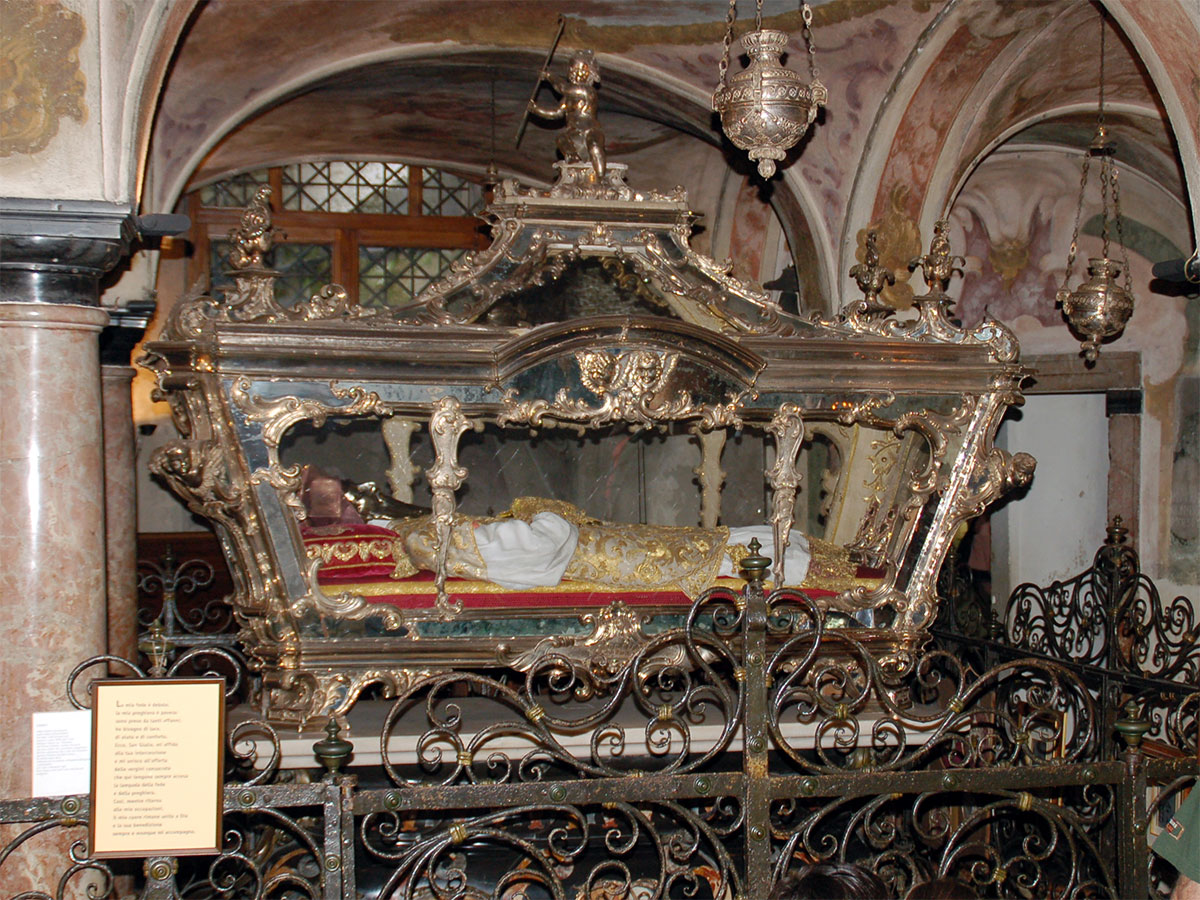
Hl. Julius Reliquienschrein

#### Der romanische Ambo
Der zu Beginn des 12. Jh. entstandene Ambo besteht aus grün-grauem Serpentin-Marmor (der poliert ein bronzenes Aussehen annimmt), der aus dem nahegelegenen Steinbruch von Oira stammt. Er hat einen quadratischen Grundriss mit vier Säulen, die die Brüstung stützen, welche ihrerseits auf einer mit Akanthusblättern dekorierten Basis ruht. Die vier Säulen unterscheiden sich voneinander, zwei haben einen glatten Schaft, die beiden anderen sind mit geflochtenen Motiven im Relief geschmückt. Bemerkenswert sind die Kapitelle mit Laubwerk-Motiven (oder mit Laubwerk und Tierköpfen). Die Brüstung mit ihren gemischten Linien zeigt auf jeder der drei Seiten zwei geradlinige Teile und eine Kurve, was eine reizvolle ikonographische Lektüre der gemeißelten Platten bietet, aus denen sie besteht. Entgegen dem Uhrzeigersinn vorgehend sind folgende Figuren zu sehen: ein Kentaur, der mit dem Pfeil auf einen Hirsch zielt, den zwei wilde Tiere angreifen, dann die Evangelistensymbole (der Stier des Lukas, der geflügelte Mensch des Matthäus, der Löwe des Markus, der Adler des Johannes), und schließlich die Darstellung eines Greifen, der den Schwanz eines Krokodils ergreift. Die beiden Kampfszenen – die dem Geschmack der mittelalterlichen Bestiarien entsprechen – stehen für den Kampf zwischen Gut und Böse.
Zwischen dem Löwen des Markus und dem Adler des Johannes befindet sich merkwürdigerweise eine männliche Figur in priesterlicher Haltung, die sich auf einen Stock mit tau-förmigem Griff stützt: man hat lange über die Identität (oder symbolische Bedeutung) der Figur gerätselt. Eine scheinbar hinreichend begründete Interpretation behauptet, es handele sich um die Figur des Wilhelm von Dijon, der auf der Insel geboren ist und von der katholischen Kirche als Heiliger verehrt wird.
Das ganze Werk deutet auf eine raffinierte Ausführungstechnik, die in der Lage ist, den phantastischen Eingebungen der mittelalterlichen Ikonographie Gestalt zu verleihen. Die Analyse der stilistischen Elemente lässt als Autor des Werkes einen Künstler aus dem lombardischen Gebiet annehmen, dem die Sprache der rheinischen Bildhauerei geläufig war.

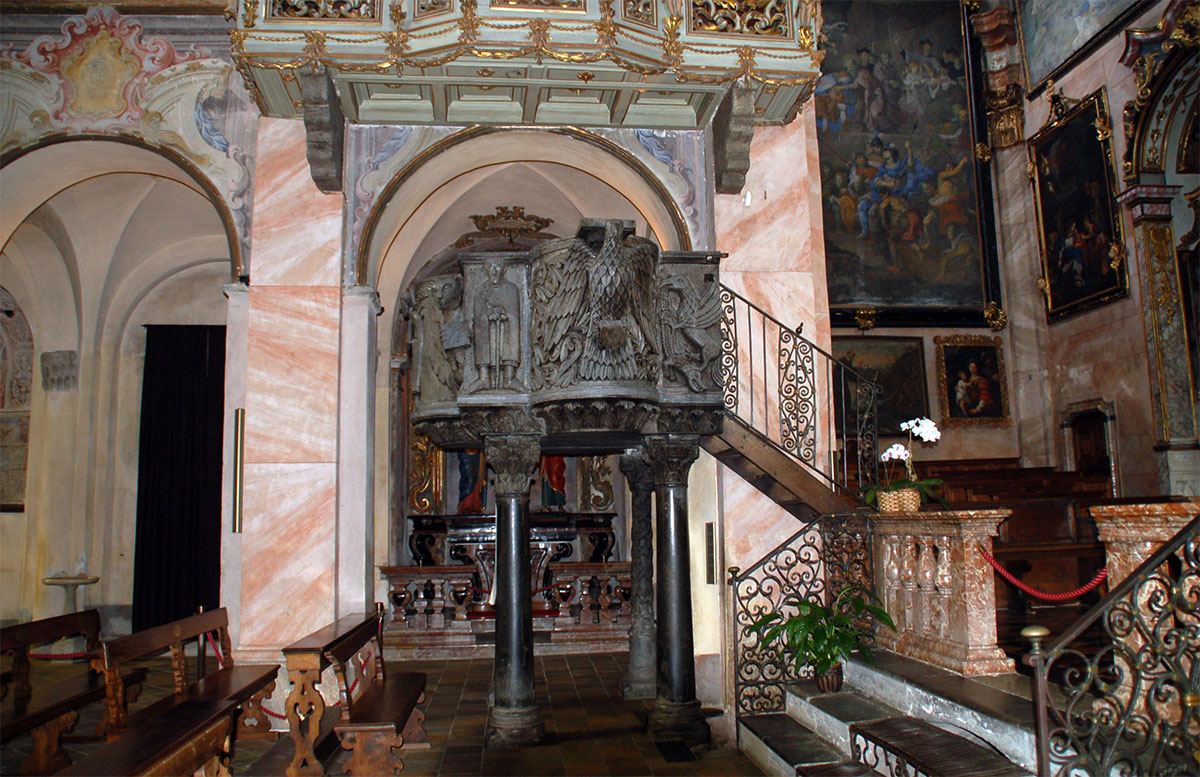
Der romanische Ambo
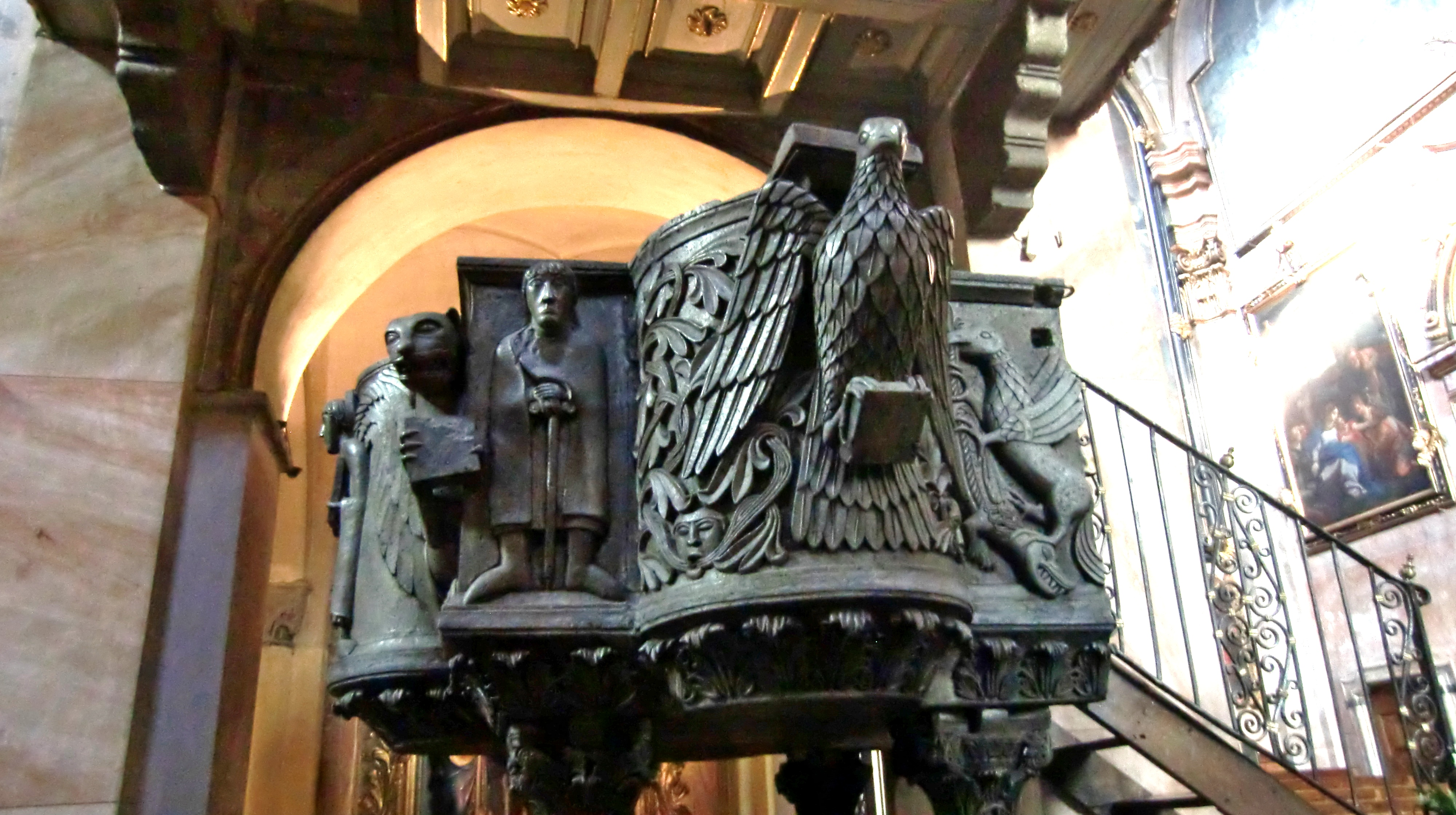
Das Geländer des Ambos
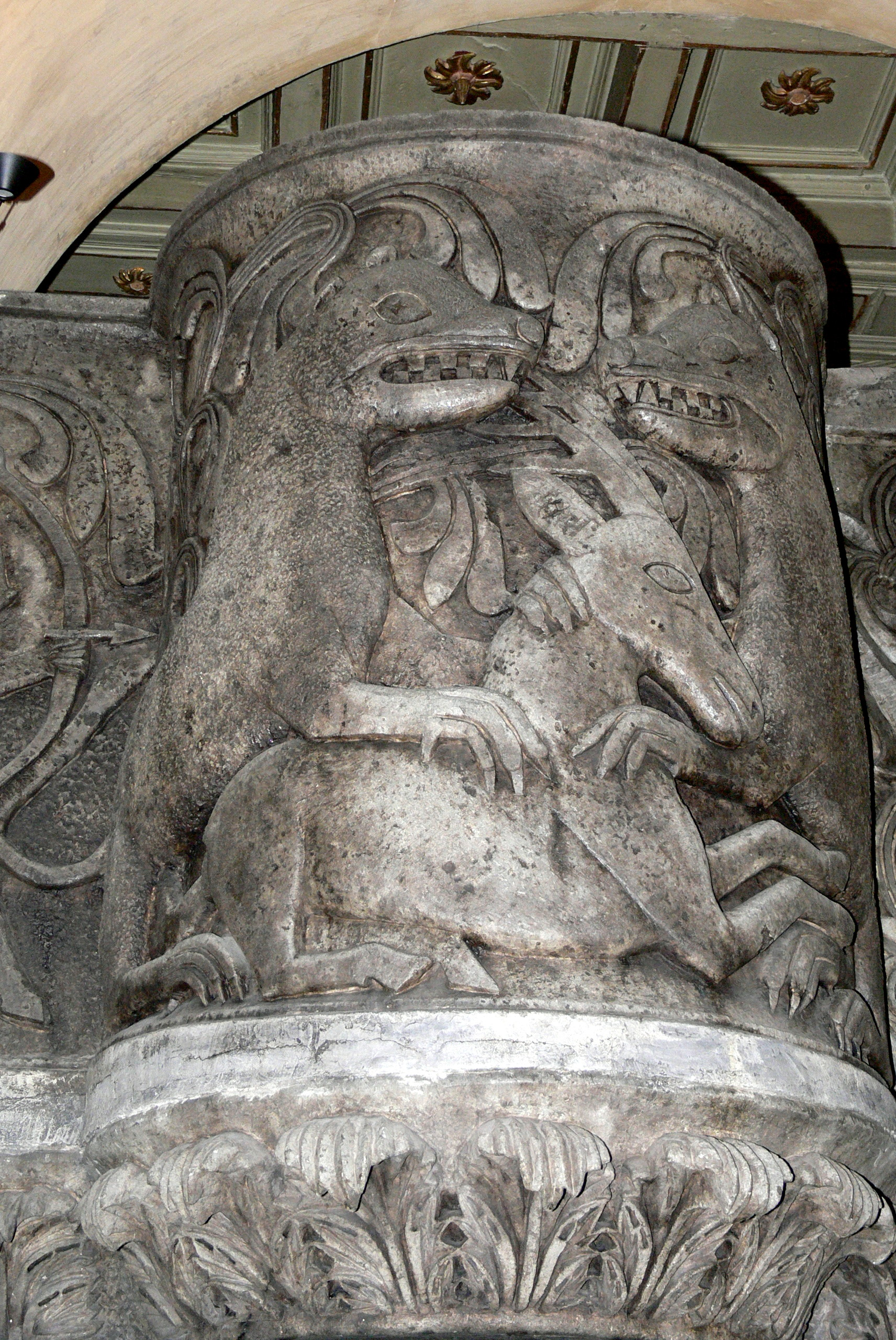
Von zwei wilden Tieren angegriffener Hirsch
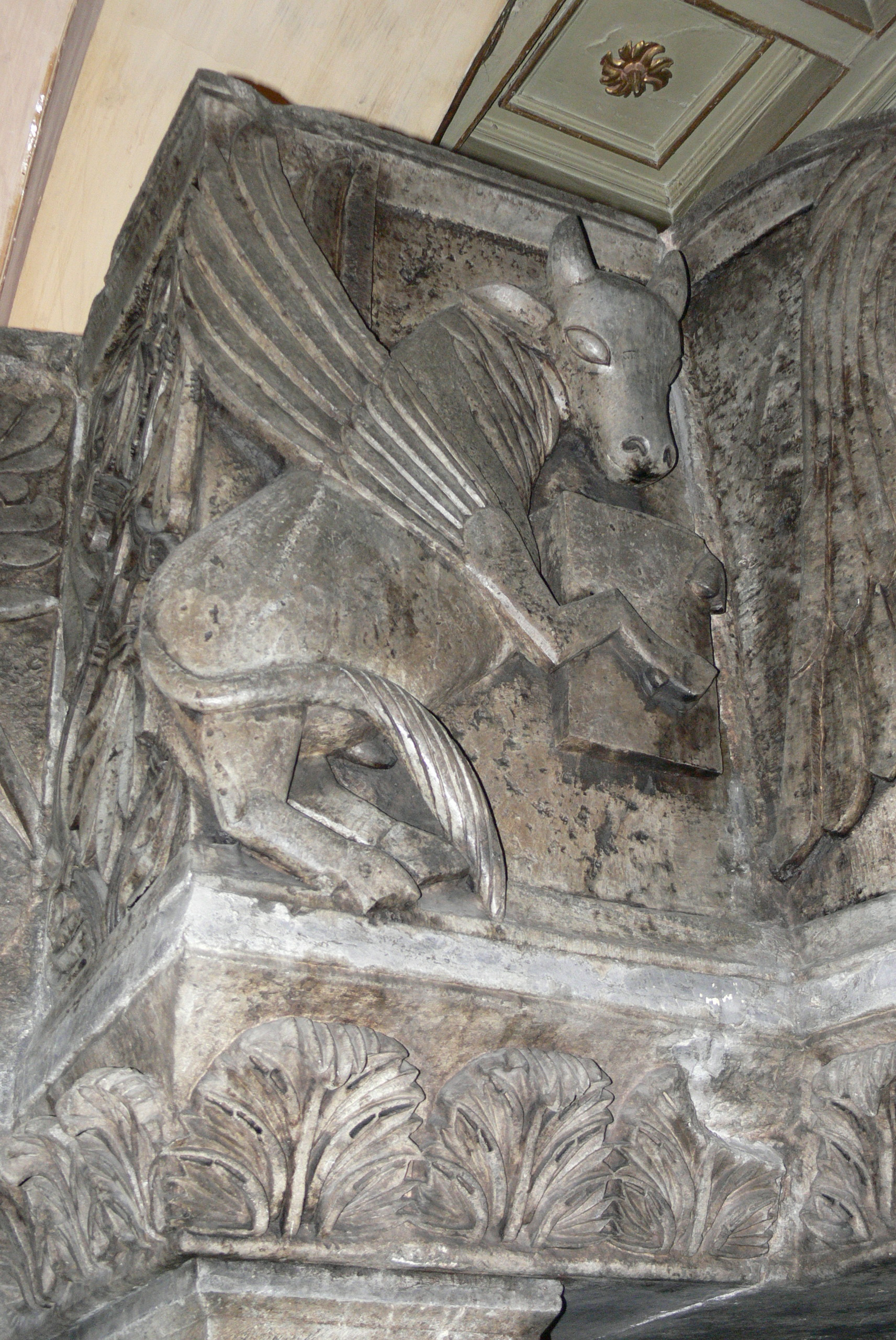
Symbol des Evangelisten Lukas
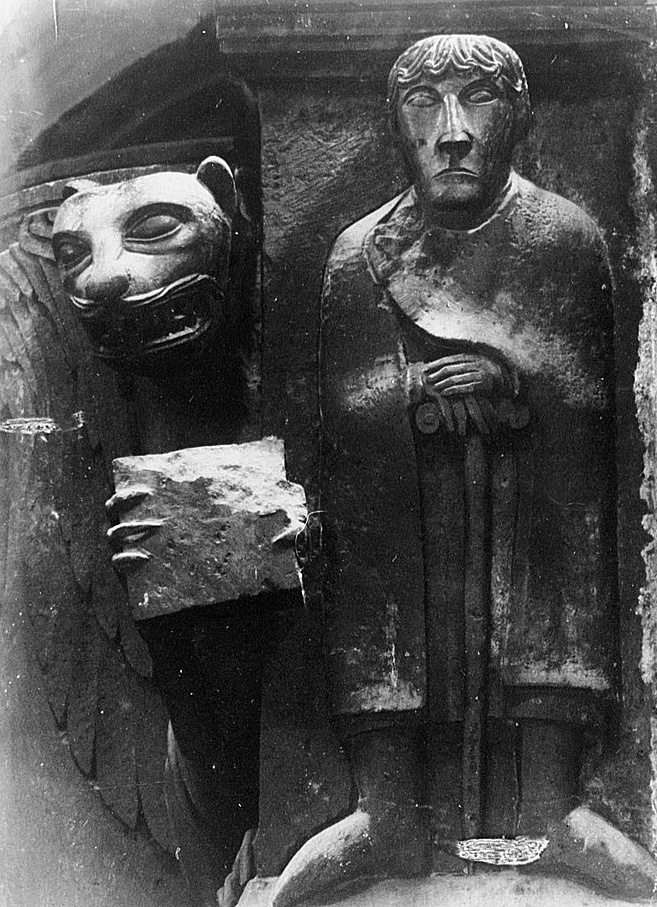
Wilhelm von Dijon
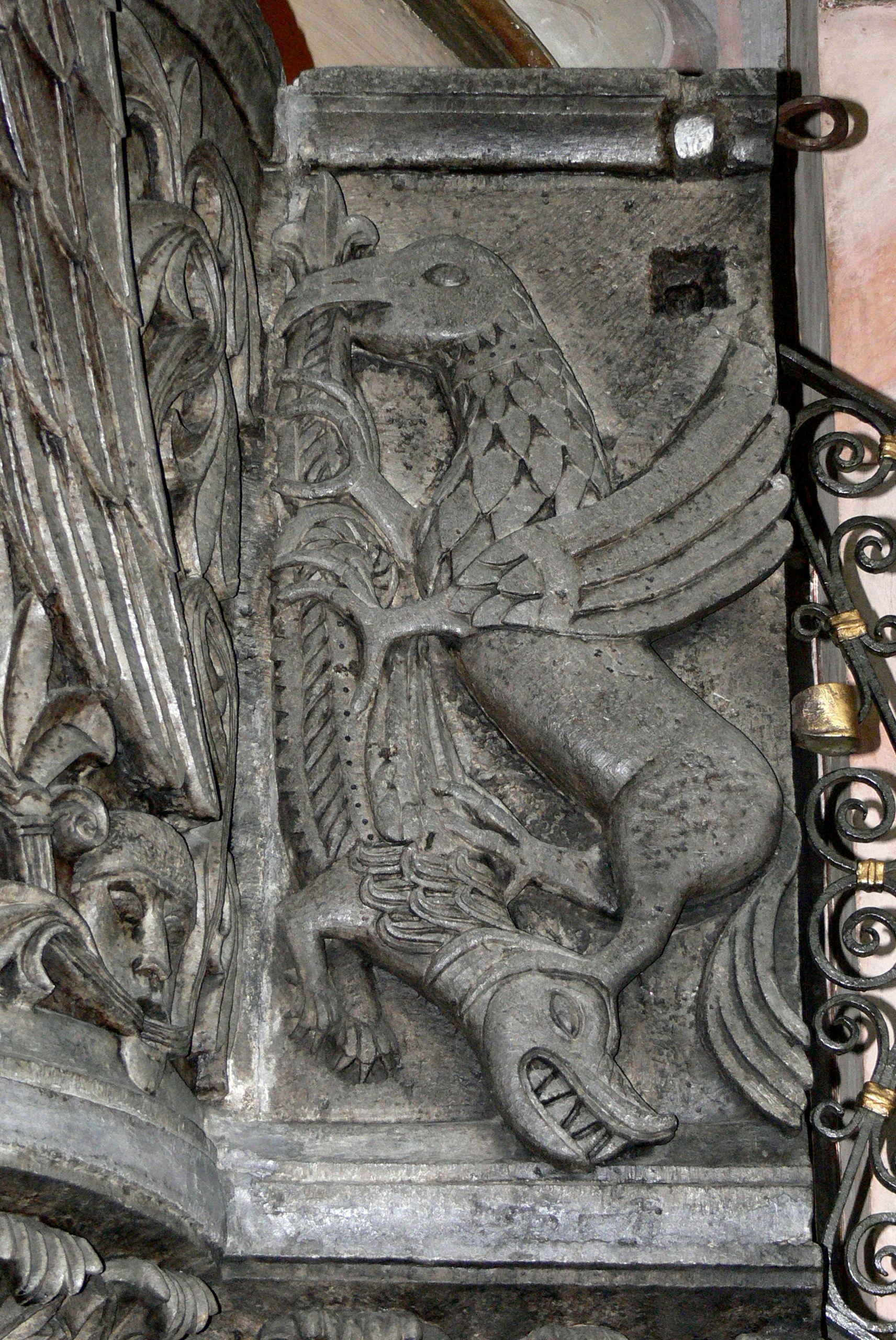
Greif, der den Schwanz eines Krokodils ergreift

#### Die Fresken der Seitenschiffe
Zahlreiche Fresken, die wahrscheinlich von den Auftraggebern als Anrufung oder Danksagung gedacht waren, bedecken einen Großteil der Wände in den Seitenschiffen (wo auch Kapitelle zu sehen sind, die sich auf den Umbau des 12. Jh. beziehen) und Pfeiler, die die Joche der Decke tragen. Sie gehören einem Zeitraum an, der von der zweiten Hälfte des 14. Jh. bis zu den ersten Jahrzehnten des 16. Jh. reichen. Sie bieten in ihrer Gesamtheit einen interessanten Überblick über die in diesem Gebiet am meisten verehrten Heiligen.
Das älteste Bild ist wahrscheinlich das mit dem Martyrium des hl. Laurentius auf einer Seite des zweiten Pfeilers links. Ebenfalls an den Pfeilern erkennt man die Bilder der Heiligen: Antonius der Große, Martin von Tours, Donninus, Christophorus, Elias, Julius, Audentius, Dorothea, Firmus, Apollonia, Nikolaus von Myra, Leonhard. Die Fresken an den Pfeilern, die eine Sprache sprechen, die auf das 16. Jh. und eindeutig auf Gaudenzio verweist, sind Die hll. Firmus und Apollonia und die Umarmung zwischen den hll. Julius und Audentius.
Im zweiten und dritten Joch des rechten Schiffes finden sich Fresken, die den in der zweiten Hälfte des 15. Jh. und zu Beginn des 16. Jh. aktiven Werkstätten von Malern aus Novara zugeschrieben werden; darunter ist auf Sperindio Cagnola zu verweisen, der ein Kollege und Schüler von Gaudenzio Ferrari war.
Im zweiten rechten Joch bemerkt man: in den Kappen der Decke die Kirchenlehrer mit den Symbolen der Evangelisten; unter dem Bogen Figuren von Propheten; an der Wand unter der Lünette eine Szene aus dem Martyrium des hl. Stephanus und unten Madonna auf dem Thron mit Kind zwischen den hll. Sebastian, Jakob, Julius und Rochus und der Figur eines Frommen.
Der Zyklus der Fresken im dritten Joch lässt sich ans Ende des 15. Jh. datieren; er umfasst: in den Kappen der Decke die Kirchenlehrer; unter dem Bogen Figuren von Heiligen; an der Wand in der Lünette die Geburt Christi und weiter unten die hll. Cosmas und Damian an den Halbsäulen der Wand und in der Mitte davon die Figuren der hll. Sebastian, Rochus, Jakob, Katharina von Alexandrien und Blasius, ein Fresko von 1486.
An der Wand des linken Schiffs finden wir ein großes Fresko mit der Darstellung der Dreieinigkeit (in den Formen eines Gnadenthrons) im oberen Teil und Geschichten des hl. Julius in der Form unterhaltsamer volkstümlicher Bilder im unteren Teil.

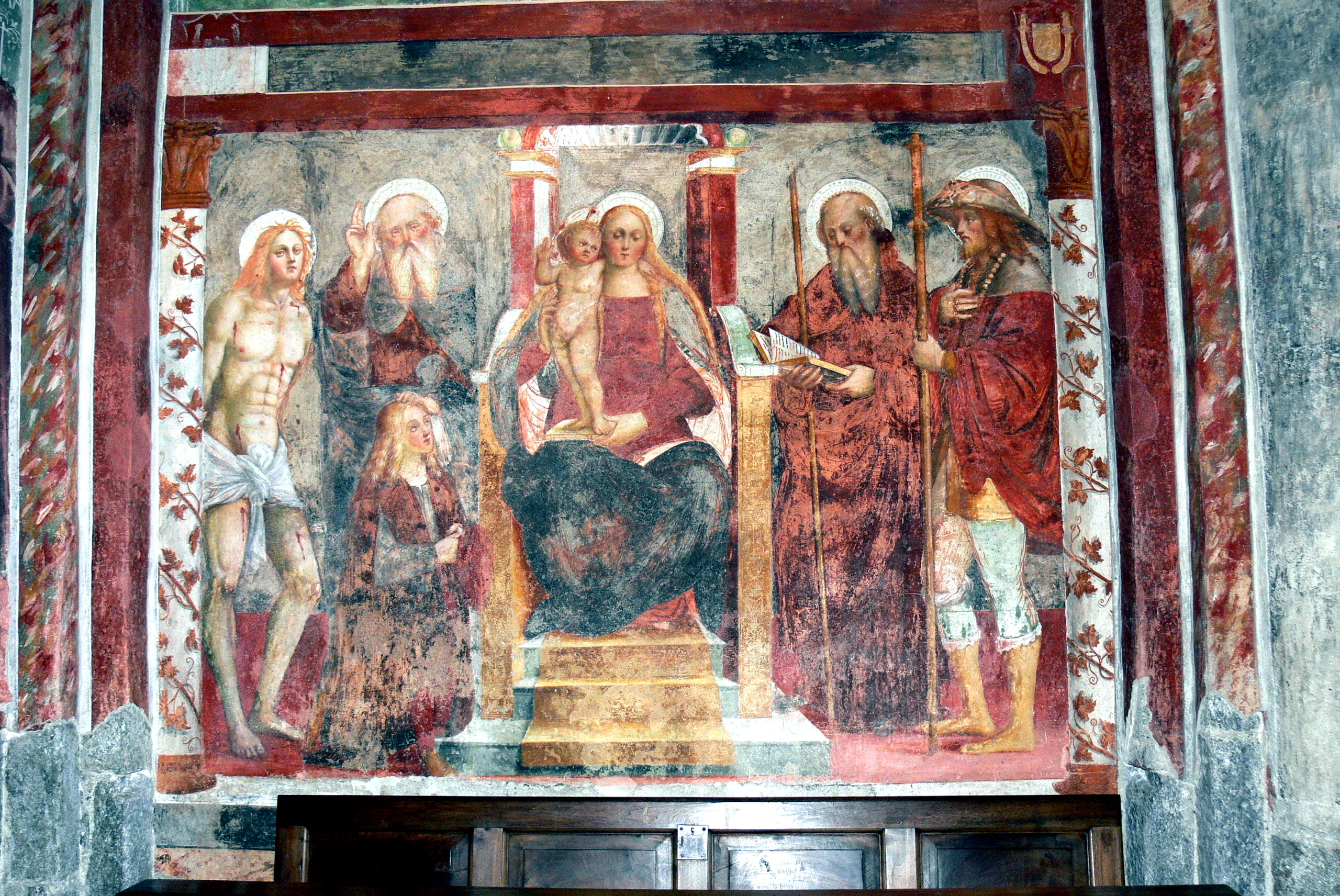
Sperindio Cagnola, Madonna auf dem Thron mit Kind zwischen den hll. Sebastian, Jakob, Julius und Rochus und der Figur eines Frommen
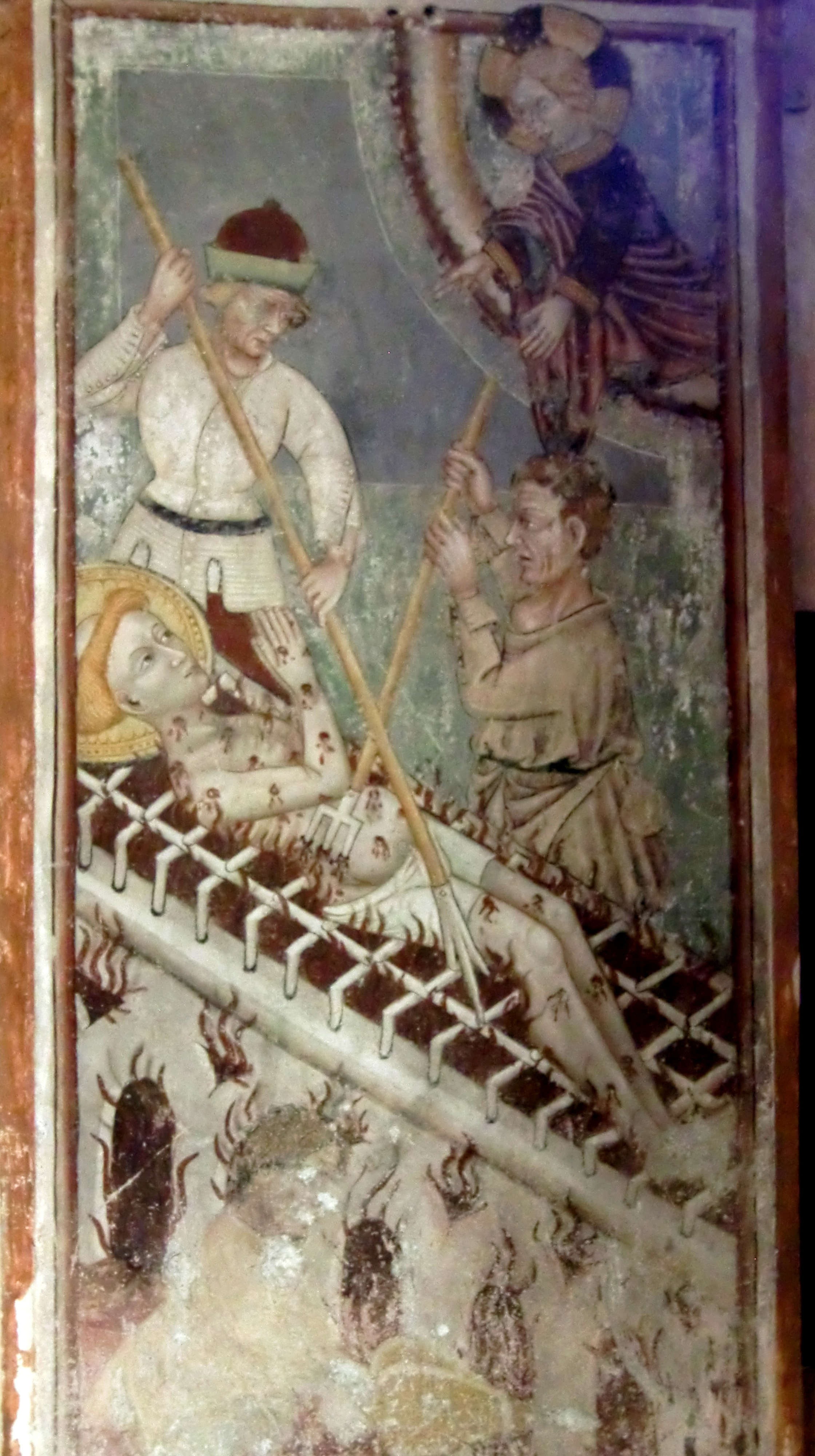
Martyrium des hl. Laurentius
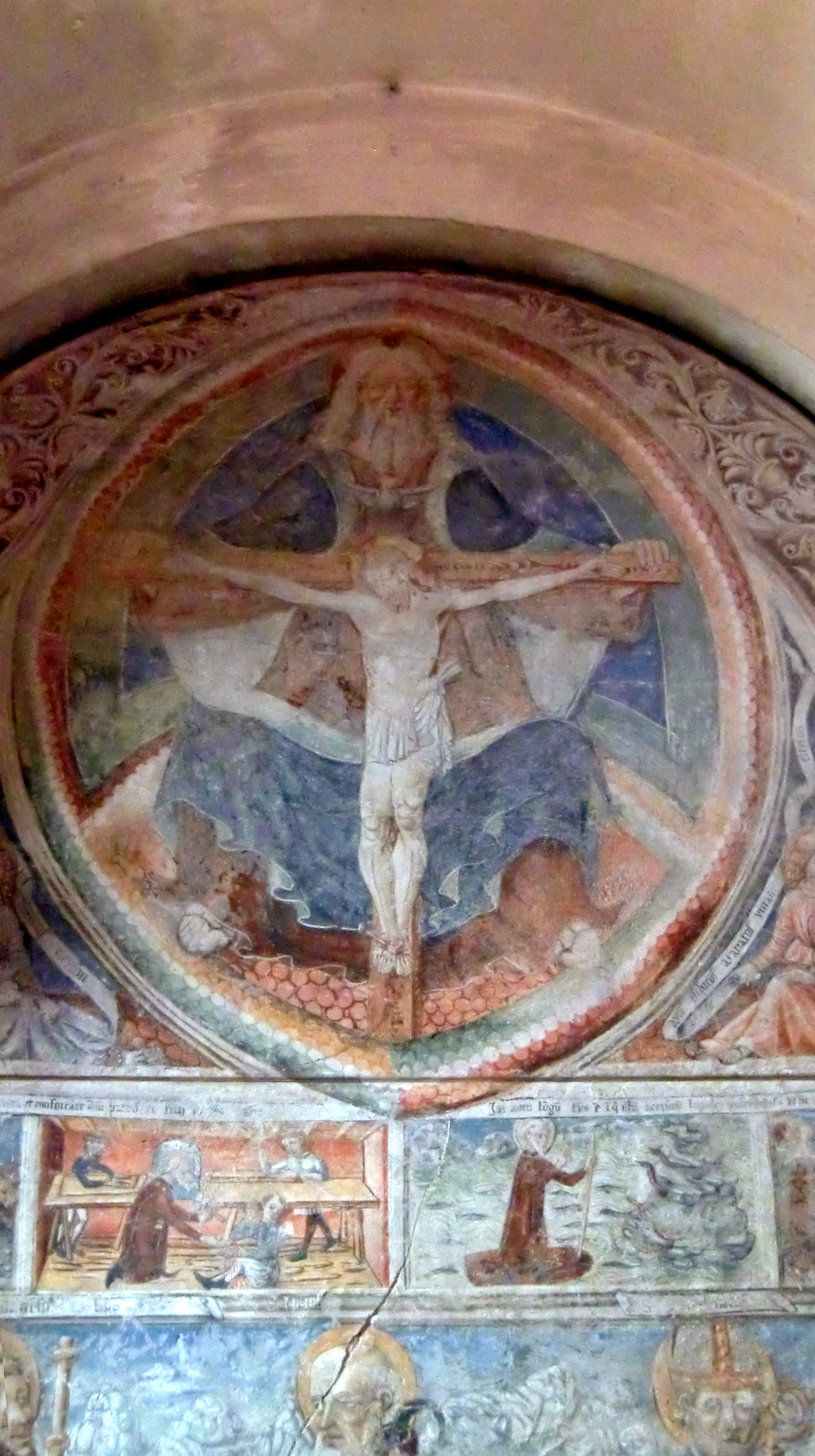
Dreieinigkeit e Geschichten des hl. Julius
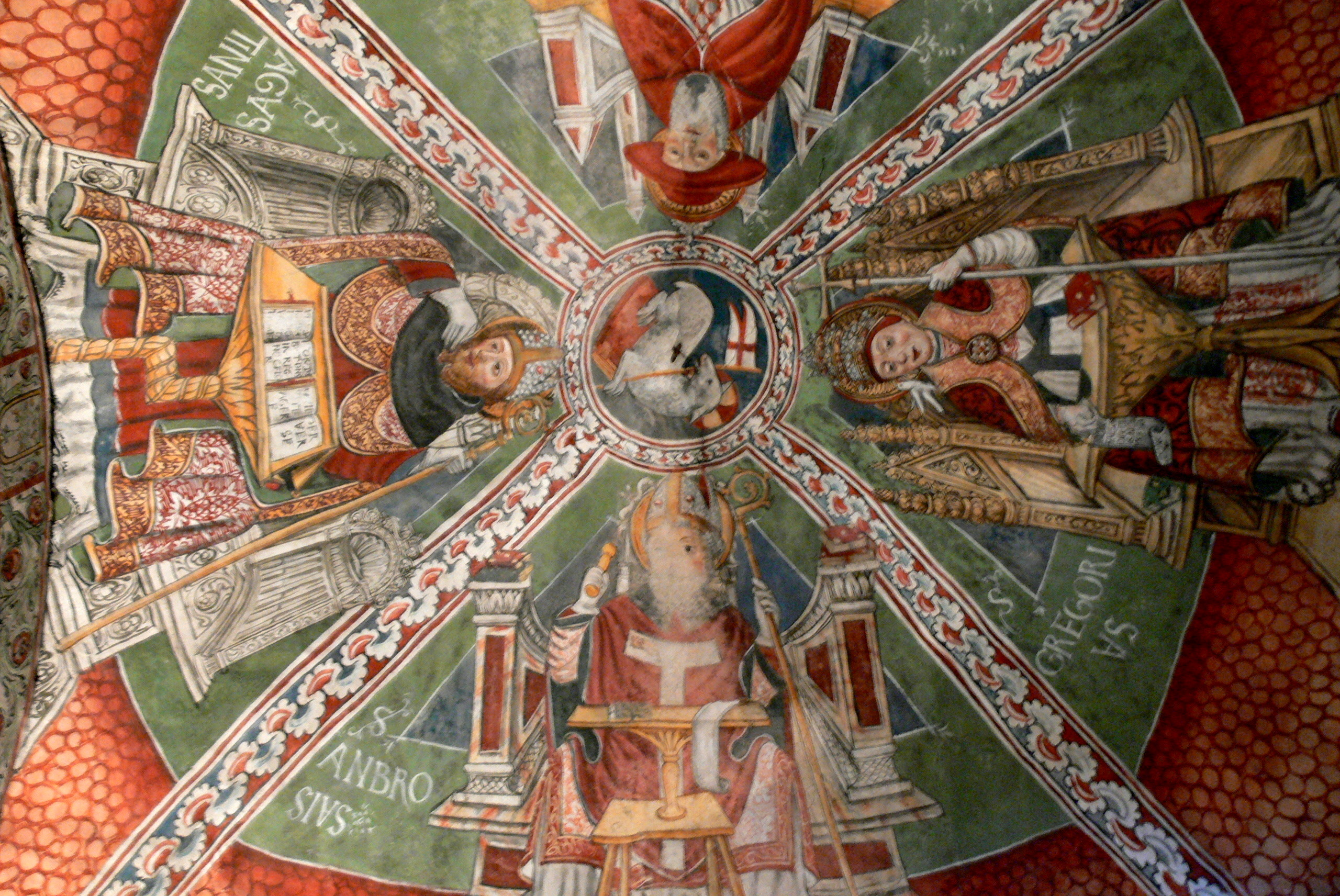
Tommaso Cagnola (?), Kirchenlehrer
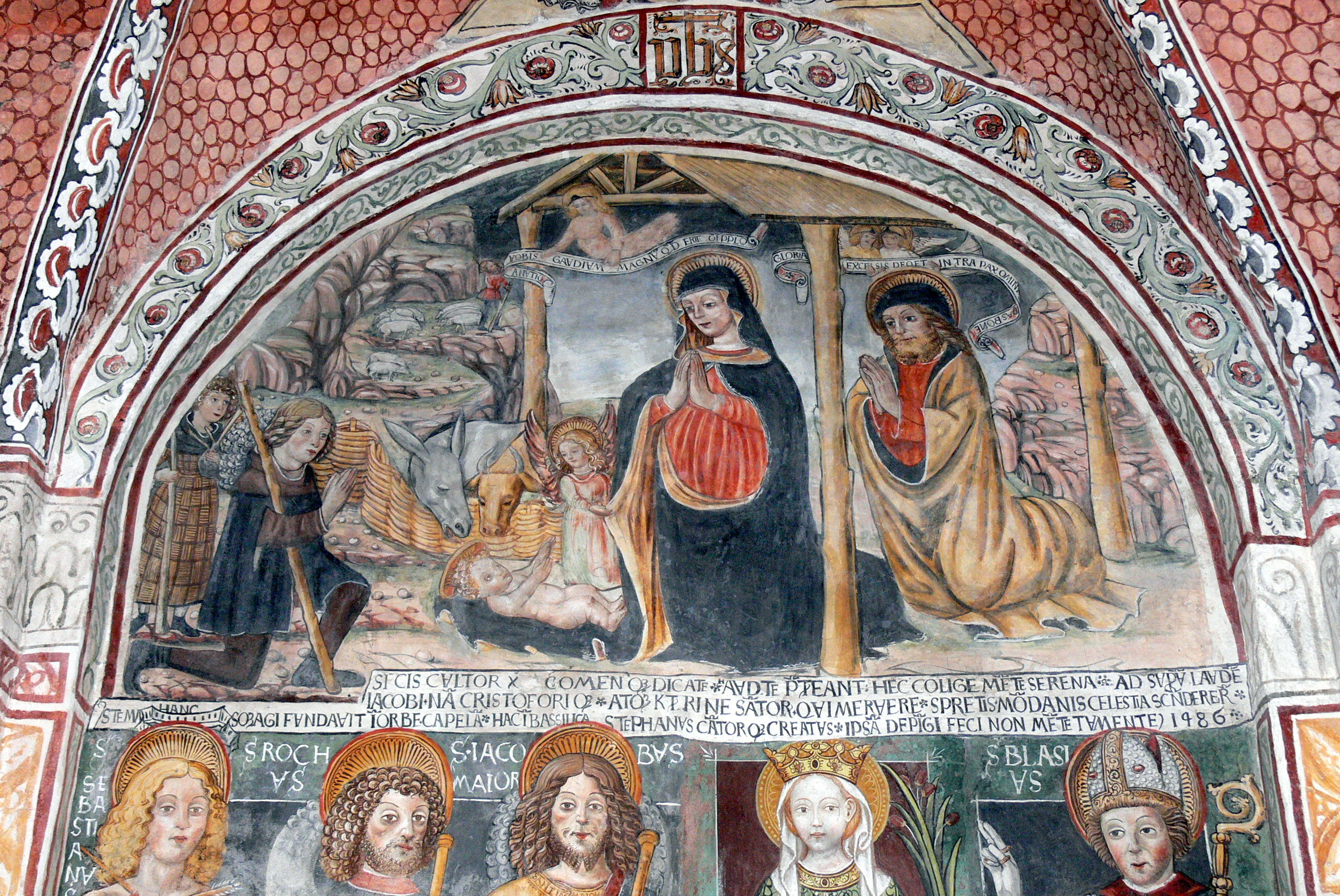
Tommaso Cagnola (?), Geburt Christi
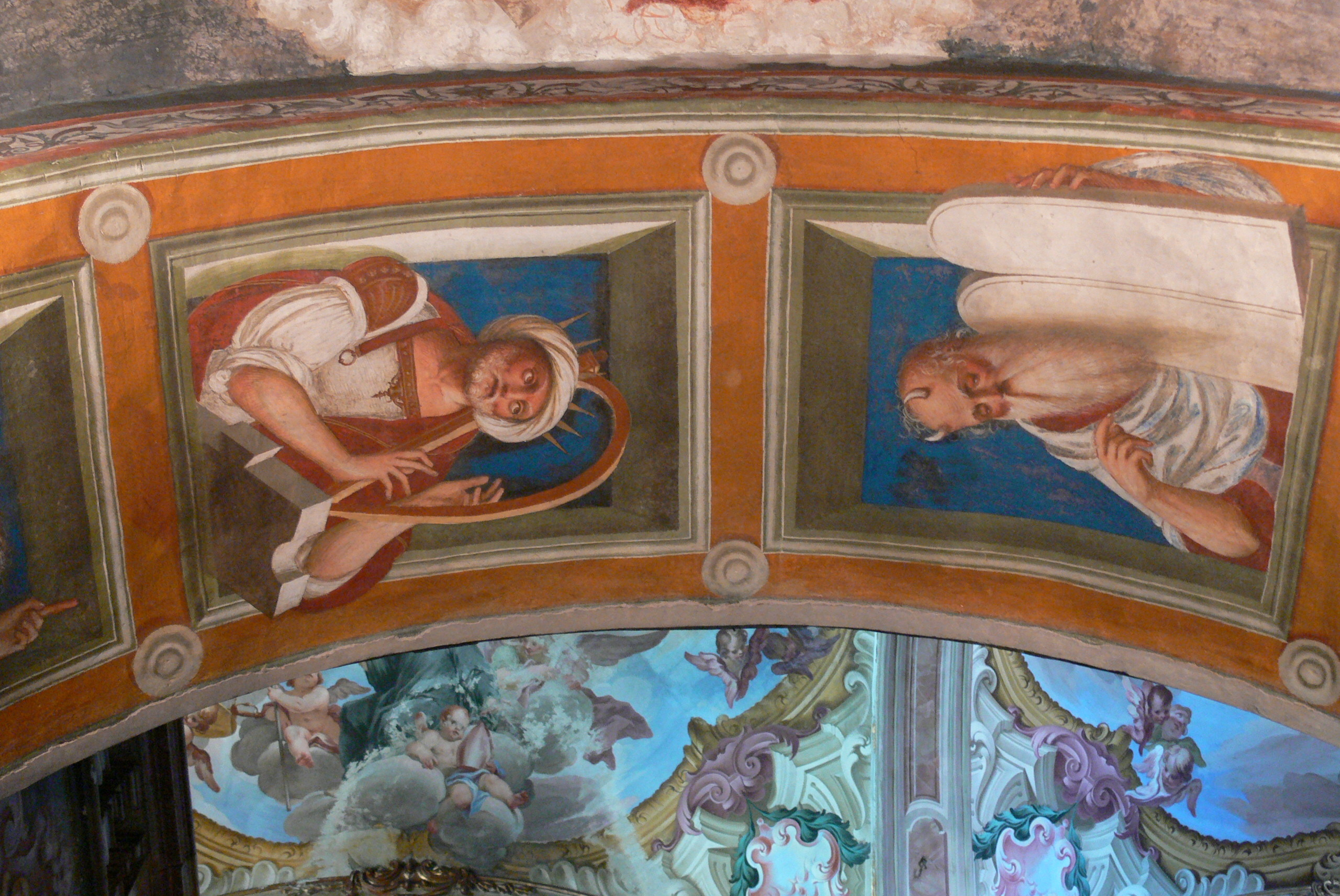
Propheten David und Moses
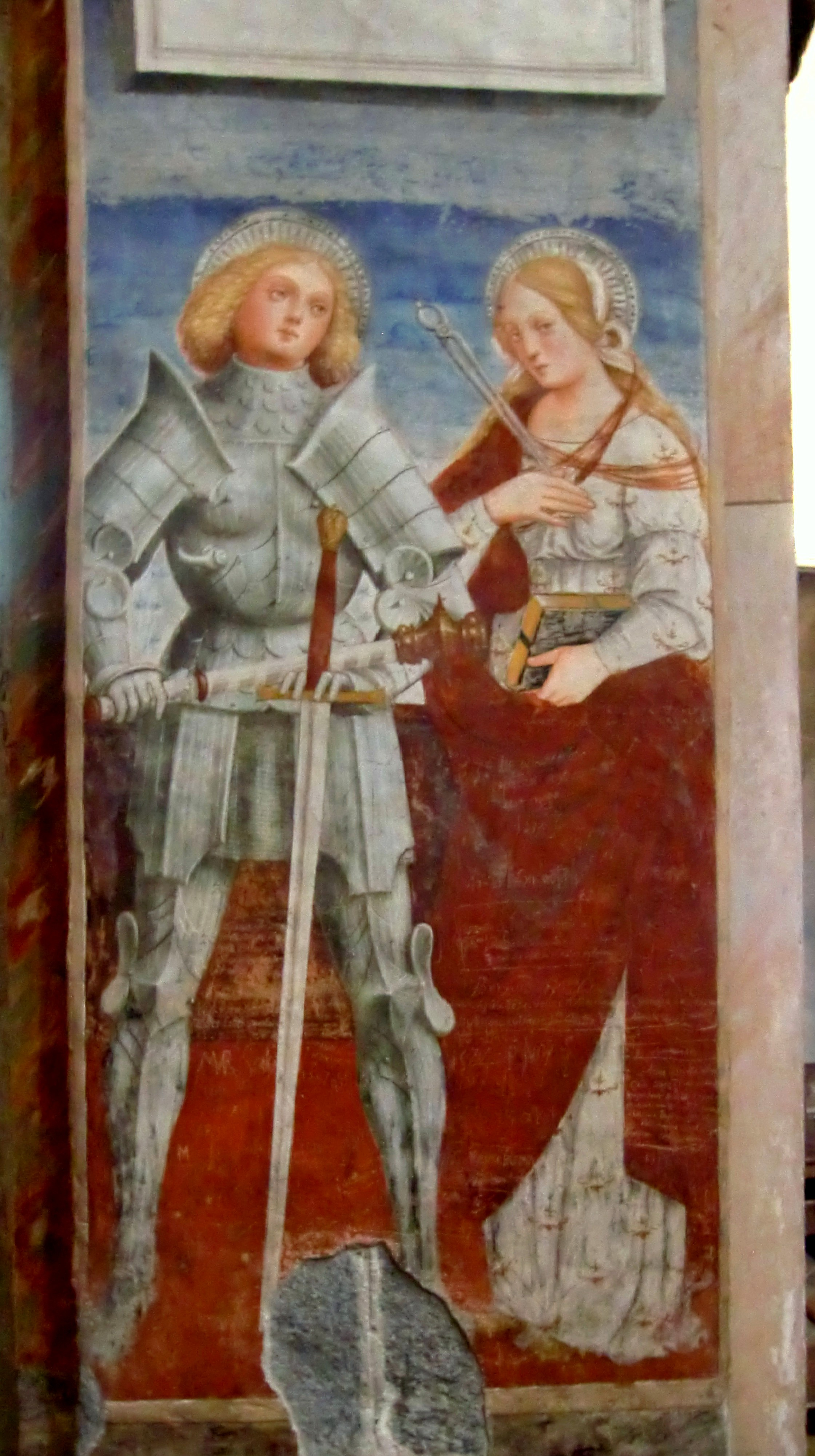
Hll. Firmus und Apollonia
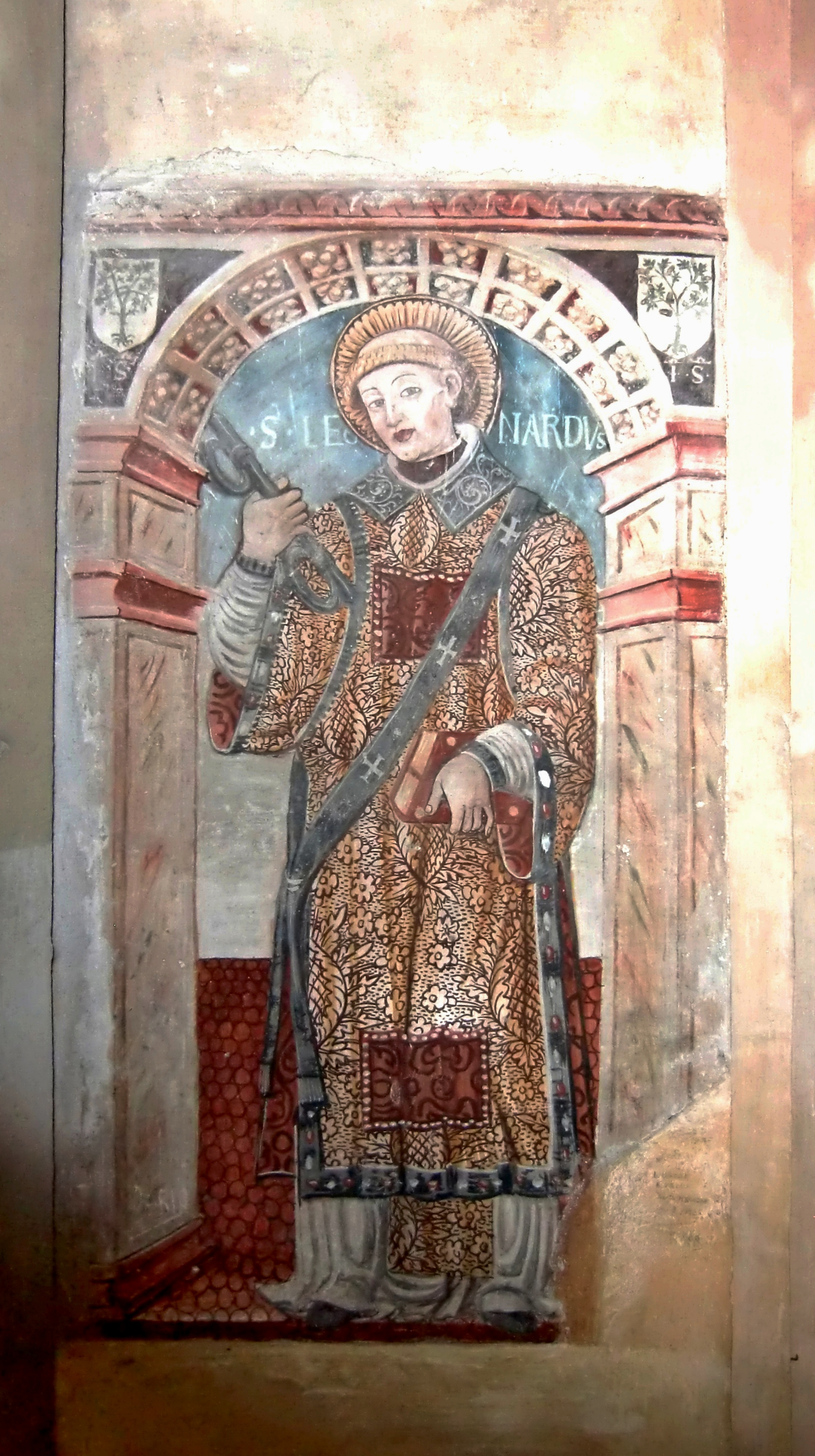
Cagnolas Werkstatt (?), Hl. Leonard von Noblac

## Orgel

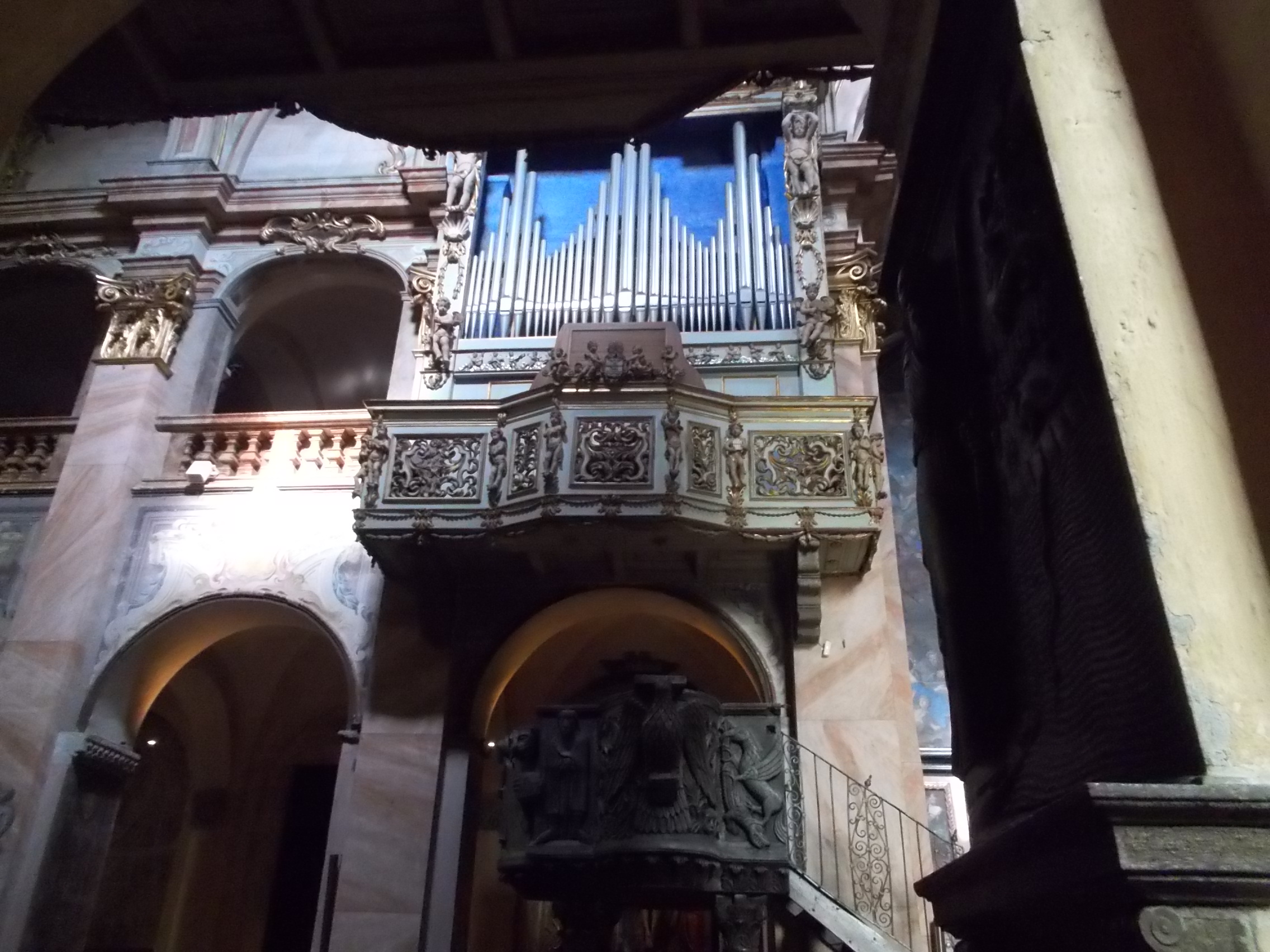
Orgel

Bei der Sängerkanzel an der linken Wand des Mittelschiffes befindet sich die Orgel, die 2011 unter Verwendung des Gehäuses eines älteren Instruments von Mascioni als opus 1188 errichtet wurde.
Das Instrument hat zwei Spieltische, einen Fensterspieltisch zur Kantorei und einen fahrbaren im Querschiff, beide mit zwei Manualen und Pedal. Der Prospekt der Orgel besteht aus den drei Pfeifengiebeln.

### Disposition seit 2011
| I Grand Organo C–a3 |       |  |
| Principale          | 8′    |  |
| Flauto              | 8′    |  |
| Ottava              | 4′    |  |
| Flauto              | 4′    |  |
| Quintadecima        | 2′    |  |
| Ripieno IV          | 1 ⁄3′ |  |
| Flauto in XII       | 2 ⁄3′ |  |
| Tromba              | 8′    |  |

| II Recitativo C–a3 |       |  |
| Bordone            | 8′    |  |
| Corno camoscio     | 8′    |  |
| Flauto             | 4′    |  |
| Cornetto II        | 2 ⁄3′ |  |
| Principale         | 2′    |  |
| Quinta             | 1 ⁄3′ |  |
| Unda Maris         | 8′    |  |
| Oboe               | 8′    |  |
| Tremolo            |       |  |

| Pedale C–f1   |     |  |
| Subbasso      | 16′ |  |
| Basso         | 8′  |  |
| Bordone       | 8′  |  |
| Violoncello   | 8′  |  |
| Corno         | 4′  |  |
| Controfagotto | 16′ |  |